# Meczet Al-Azhar

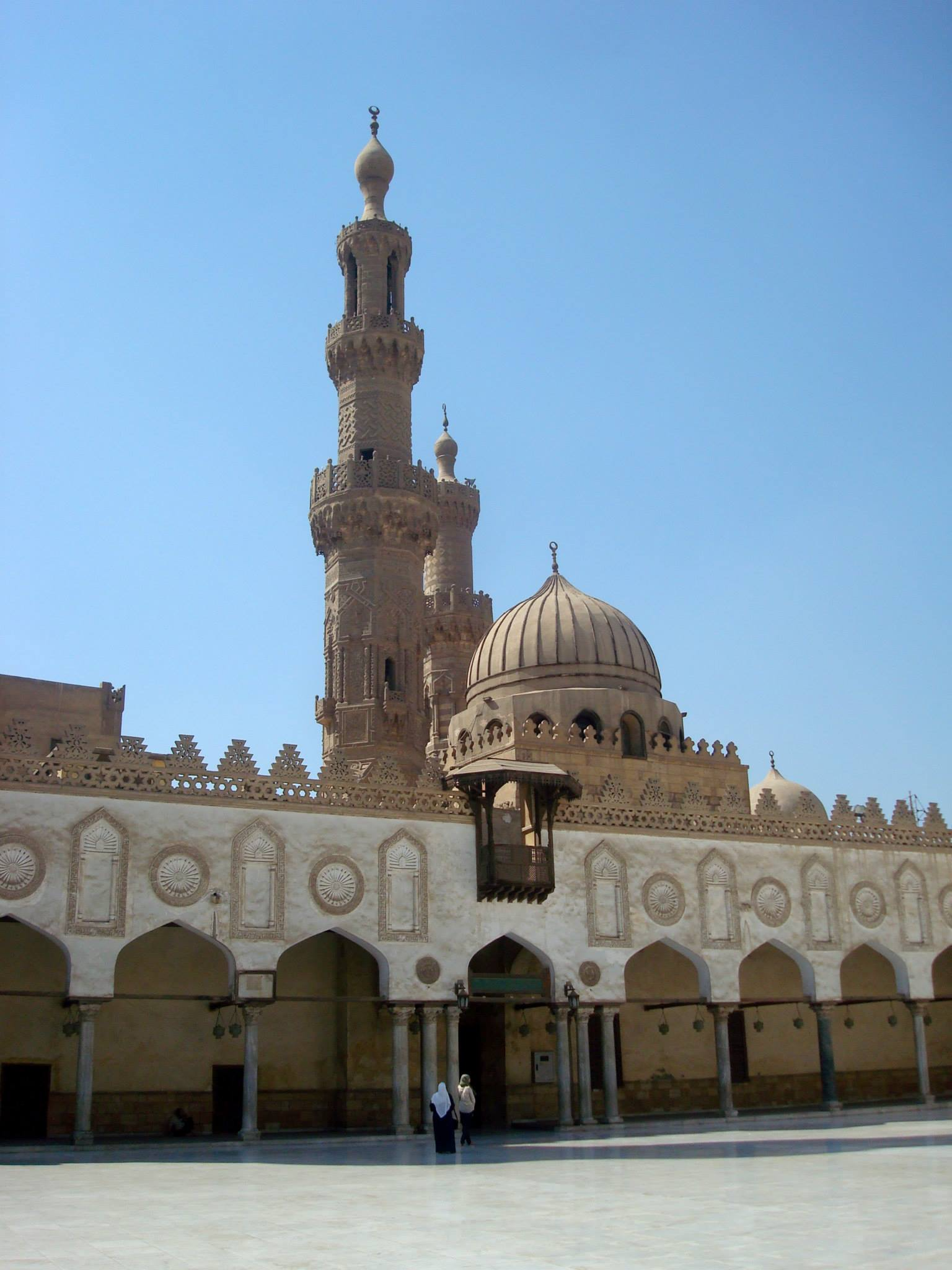
Od lewej: Minaret Kajtbaja i Minaret al-Aqbaghaqijja (za kopułą).

Meczet al-Azhar (arab. الجامع الأزهر) – jeden z najważniejszych meczetów Kairu. Jest to pierwszy meczet wybudowany w fatymidzkim Kairze. Jego nazwę można rozumieć jako „kwitnący meczet” i prawdopodobnie pochodzi od Fatimy az-Zahry, czyli córki proroka Muhammada. Niekiedy można spotkać się określeniem „olśniewający”. W skład kompleksu al-Azhar wchodzi również pierwszy i najstarszy teologiczny uniwersytet Egiptu – Uniwersytet al-Azhar. W przeciągu wszystkich lat, aż do teraz, meczet odgrywa ogromną rolę kulturową, teologiczną, historyczną czy polityczną.

## Historia

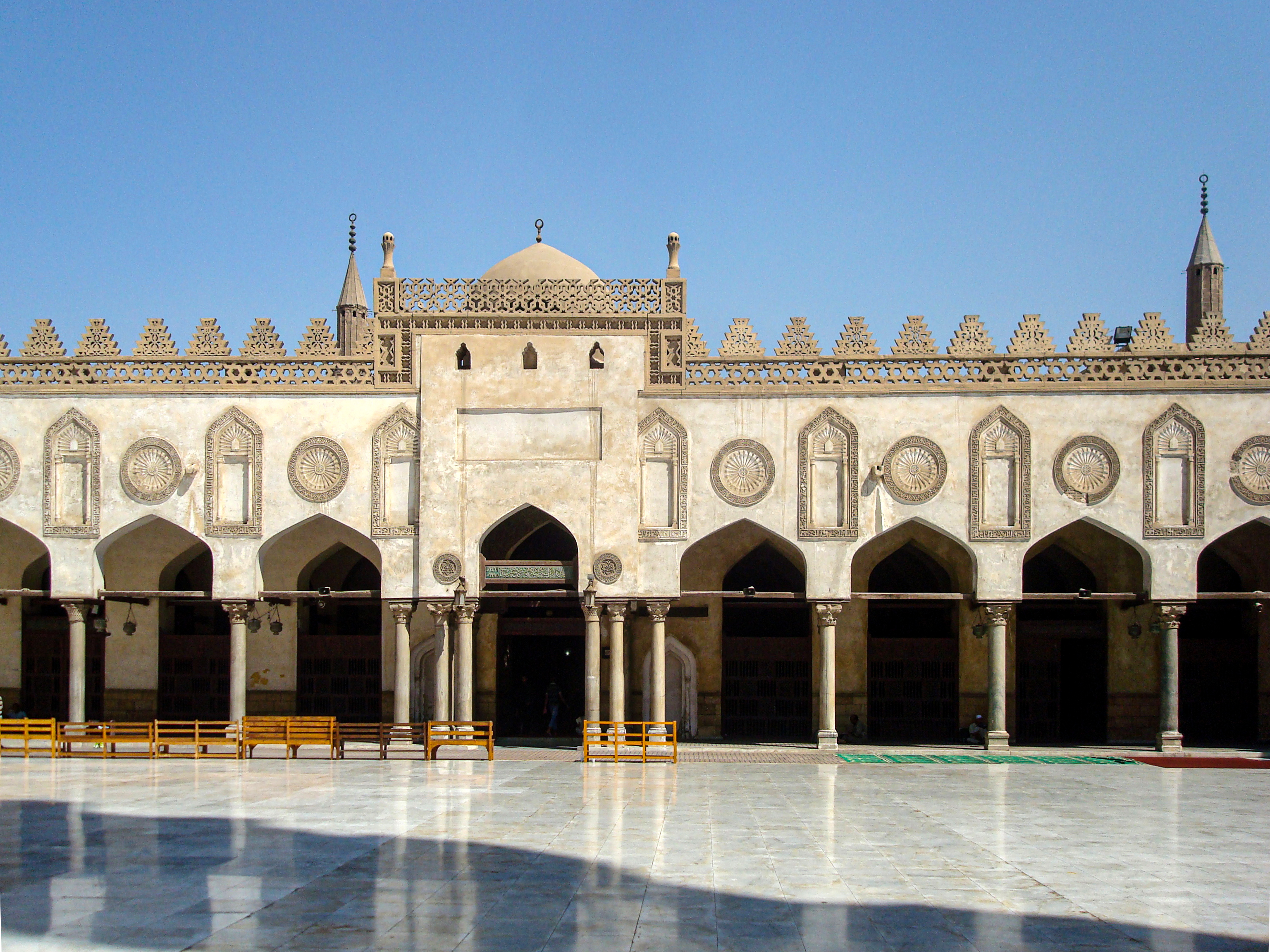
Dziedziniec meczetu.

Meczet zaczęto budować już w roku 970 dzięki fatymidzkiemu kalifowi al-Mu’izzowi, który zlecił ją generałowi Dżauharowi as-Sikilli, który podbił ziemie Egiptu rok wcześniej. Prace zakończono w 972. Pierwsza wspólna modlitwa miała miejsce w 14 dniu miesiąca Ramadan w 972 roku. Miał to być główny oraz pierwszy meczet przeznaczony na modlitwy piątkowe w mieście.
Początkowo nazywano go meczetem al-Mansurijja. Swoją nazwę wziął od wcześniejszej nazwy Kairu, która pochodzi od poprzedniego władcy fatymidzkiego – al-Mansura. Za panowania al-Mu’izza nazwę miasta zmieniono na al-Kahira (Kair), a meczet mianowano na meczet al-Kahira, tzn. „Meczet Kairski”. Następnie zmodyfikowano nazwę do tej, którą znamy obecnie.
Uruchomiono w nim medresę. W meczecie zaczęto głosić islam szyicki ismailicki oraz zaczęto jej nauczać w pobliskim uniwersytecie. Za czasów panowania Ajjubidów i sułtana Saladyna zakazano modlitw piątkowych w al-Azhar na rzecz tych w meczecie al-Hakima. Powodem był szafi’icki zwyczaj, który głosił, że modlitwy piątkowe mogą odbywać się tylko jednym meczecie w mieście. Ponadto meczet al-Hakima był znacznie większy od al-Azhar. Następnie w 1266 roku pod panowaniem Mameluków wznowiono modlitwy piątkowe. Ponadto rozbudowano meczet o trzy dodatkowe medresy. Nauczano w nich teologii i prawa muzułmańskiego. Tylko medresa Jawhar al-Qanqaba’i zachowała w pełni swoją początkową formę i dekoracje z tamtych czasów. Meczet posiadał swoją kuchnię, w której przygotowywano posiłki dla biednej ludności kairskiej, jak i dla przybyszy z innych krajów. Przez te wszystkie lata w meczecie nauczano różnych szkół prawa muzułmańskiego, w tym ze szkoły szafi’ickiej czy hanafickiej. Już pod koniec XVI wieku, al-Azhar zaczęto nazywać jednym z 5 najważniejszych meczetów na świecie. W tym gronie znalazły się także meczety z: Mekki, Medyny, Jerozolimy i Damaszku. Meczet był również między innymi miejscem, gdzie odbywały się protesty przeciwko okrucieństwu okupacji francuskiej z 1798 roku. Meczet al-Azhar jest najstarszym zachowanym zabytkiem, który powstał za panowania Fatymidów w Egipcie.

## Architektura

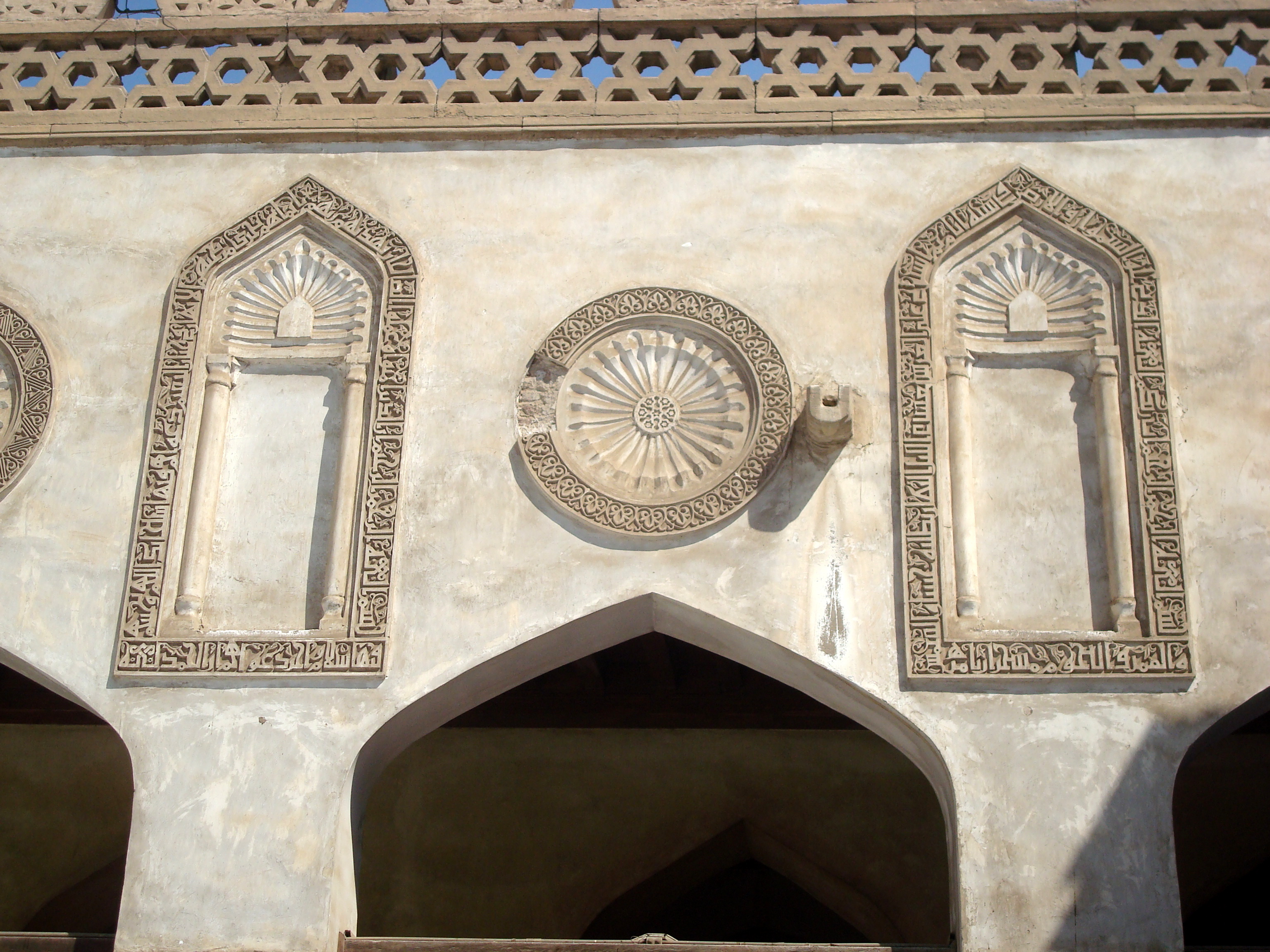
Stępkowe łuki fasady dziedzińca zdobione stiukiem.

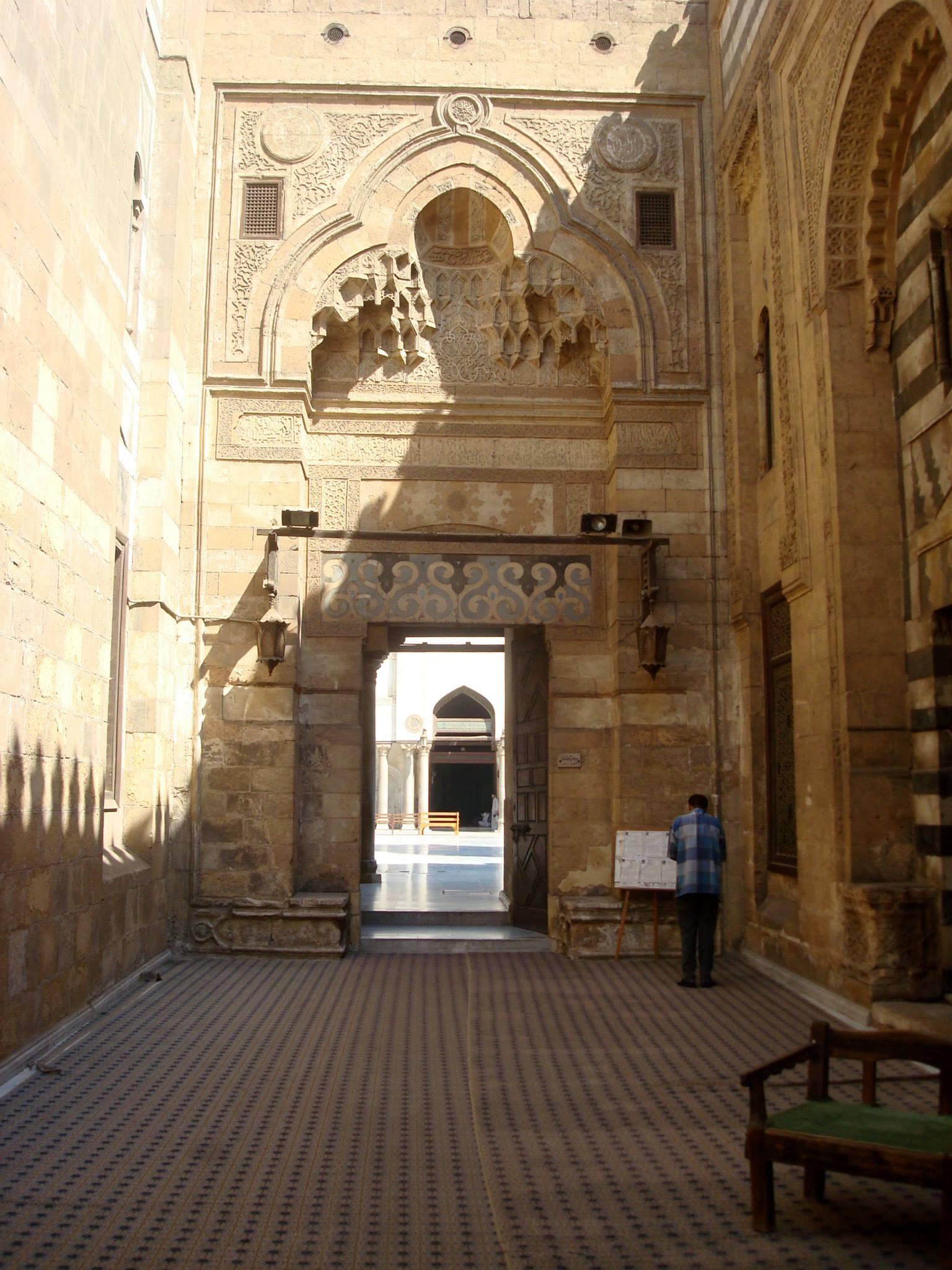
Brama Sułtana Kajtbaja.

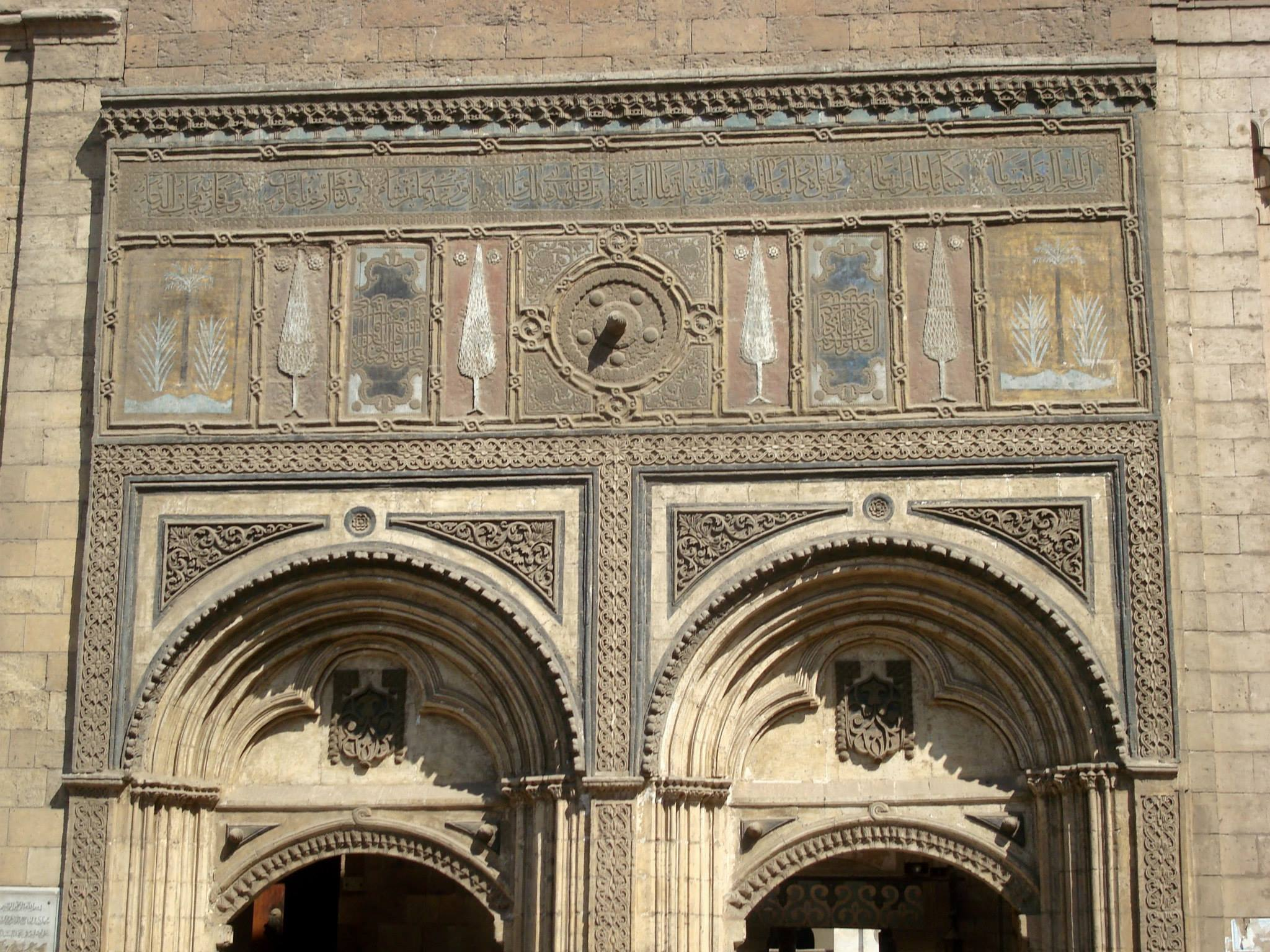
Bab al-Muzajinin.

Pierwotnie meczet opierał się na planie prostokąta, a jego sala modlitewna posiadała pięć naw ustawionych równolegle do ściany kibli. Architektonicznie posiada wiele cech wspólnych z północnoafrykańską tradycją architektury Fatymidów. Jako przykład można podać układ naw bocznych, wejście oraz salę modlitewną.
Początkowo w skład meczetu wchodził dziedziniec główny z trzema arkadami – pomiędzy dwoma była kibla, a jedna z arkad stała samoistnie. Znajdował się także podniesiony transept, który zaczynał się przy mihrabie, a kończył przy dziedzińcu. Zbudowano trzy kopuły. Dwie z nich znajdowały się na rogach ściany kibli, a jedna nad mihrabem. Żadna z nich nie przetrwała. Początkowy minaret był o wiele niższy niż jego następcy. Był zbudowany z cegły i znajdował się nad głównym wejściem. W meczecie zachował się kawałek stiuku z czasów Fatymidów. W szczególności widać to po wnętrzu arkad i mihrabie. Styl stiuku jest bardzo przybliżony do tego z Samarry. Różnicą jest to, że w meczecie Al-Azhar można dostrzec palmety i zwoje, które są powszechne w architekturze bizantyjskiej.
Kalifowie tacy jak al-Hakim czy al-Amir składali dary jak na przykład nowe drewniane drzwi czy mihraby, które aktualnie znajdują się w muzeach w Kairze. W późniejszych latach dodano kolejną arkadę. Łuki fasady dziedzińca zmieniły swój wygląd i od tamtego momentu przybrały stępkową formę. Następnie dołączono kopułę, która znajdowała się na końcu transeptu. Była zasłonięta przez pisztak, czyli monumentalne obramienie ejwanu. Była bogato zdobiona stiukiem. Okna zdobiły geometryczne kraty. Jednakże po upadu Fatymidów ściana kibli została zniszczona, a w jej miejscu ustawiono kolejne nawy.
Rozwój meczetu opierał się na budowaniu nowych struktur i budowli wokół jego obwodu. Dzięki temu budowla wciąż się zmieniała, dlatego niewiele pozostało z oryginalnego wyglądu. Następnie zastąpiono pierwotne ściany meczetu. Pozostały tylko niewielkie części, które zachowały się z czasów Fatymidów. Dzięki temu wiadomo, że początkowo meczet został wybudowany z cegły. Nad północno-zachodnią fasadą znajdują się trzy minarety i kopuła, która znajduje się nad wejściem głównym. Kopuła oraz jeden z minaretów nosi nazwę al-Aqbaghaqijja i wybudowano je w 1339 roku, a następnie wiele razy przebudowywano. Kolejny to Minaret Kajtbaja z 1495 roku oraz olbrzymi Minaret Kansuha al-Ghuriego z 1510 roku, który posiada podwójne zakończenie i kawałki niebieskiego fajansu. Głównym wejściem do meczetu jest Bab al-Muzajinin, którego portal z podwójnym łukiem jest zbudowany z kamienia. W środku nich znajdują się drzwi, które są otoczone kolejnymi łukami.
Zarówno minarety, jak i wejście zostały wybudowane za sprawą mameluckiego sułtana Kajtbaja. Mihrab ozdobiony jest kaligraficznymi pasami oraz fryzami przypominającymi arabeski. Stylem przypomina ten z meczetu Ahmada Ibn Tuluna. Także sale hypostylowe, kolumny czy fasady dziedzińca są obficie zdobione. Podczas panowania Osmanów poszerzono meczet, wybudowano trzy nowe minarety z czego dwóm udało się przetrwać. Także dodano nową fasadę, która zachowała się do teraz. Przez wieki meczet nabywał nowe maksury, w tym pierwszą z nich zbudował założyciel.